# Сувоборски партизански одред
Сувоборски народноослободилачки партизански (НОП) одред је био партизанска јединица у саставу Народноослободилачке војске и партизанских одреда Југославије током Другог светског рата у Србији. 

## Историјат
Формиран је код села Поћуте, јужно од Ваљева, средином јануара 1942. од Колубарског батаљона Ваљевског НОПО и 2. ужичке чете Ужичког НОПО. Почетком фебруара имао је три чете са 230 бораца и водио тешке, свакодневне борбе у простору јужно од Ваљева против делова немачке 714. дивизије, Недићеваца, четника Драже Михаиловића и Косте Пећанца, а затим источно од комуникације Ваљево—Ужице, на подручју планина Маљена и Сувобора, и даље према планини Руднику. Повремено је дејствовао и на територији ужичког округа, углавном, у рејону села Радановци, Мравињци, планини Букови. Почетком марта 1942. упутио се ка планини Каблару ради пребацивања у јужну Србију. Међутим, јаче снаге непријатеља у рејону Каблара и на левој обали Западне Мораве онемогућиле су му да се пробије ка Драгачеву, те се вратио према планини Сувобору. На том терену наставио је борбе против удружених немачких, Недићевих и четничких снага. Изложен јаким концентричним нападима у рејону села Заруба и Жабара, окружен је 18. марта 1942. и разбијен. Око 100 бораца је погинуло, а толико је и заробљено, највећим делом, стрељано и одведено у логор у Ваљеву. У августу 1942. на планини Букуљи је од бораца 1. шумадијског НОП одреда поновно формиран Сувоборски НОП одред са задатком да дејствује у ширем рејону Ваљева. Одред је 26. септембра у селу Рајковићу код Ваљева напао и уништио једно одељење љотићеваца, али су га 28. октобра четници и недићевци напали и потпуно разбили. Спасио се само мањи број бораца, који су 8. марта 1943. ушли у састав новоформираног Ваљевског (званог и Сувоборски) НОП одреда.